# Yuan Ye
Yuan Ye (1º luglio 1979) è un ex pattinatore di short track cinese.

## Palmarès

### Olimpiadi
- 1 medaglia:
  - 1 bronzo (5000 m staffetta a Nagano 1998).